# Euptychia crantor
Euptychia crantor är en fjärilsart som beskrevs av Fabricius 1793. Euptychia crantor ingår i släktet Euptychia och familjen praktfjärilar. Inga underarter finns listade i Catalogue of Life.